# Municipio de Day (Dakota del Sur)
El municipio de Day (en inglés: Day Township) es un municipio ubicado en el condado de Clark en el estado estadounidense de Dakota del Sur. En el año 2010 tenía una población de 85 habitantes y una densidad poblacional de 0,93 personas por km².

## Geografía
El municipio de Day se encuentra ubicado en las coordenadas 44°50′27″N 97°40′36″O / 44.84083, -97.67667. Según la Oficina del Censo de los Estados Unidos, el municipio tiene una superficie total de 91.08 km², de la cual 89,49 km² corresponden a tierra firme y (1,74 %) 1,59 km² es agua.

## Demografía
Según el censo de 2010, había 85 personas residiendo en el municipio de Day. La densidad de población era de 0,93 hab./km². De los 85 habitantes, el municipio de Day estaba compuesto por el 100 % blancos. Del total de la población el 0 % eran hispanos o latinos de cualquier raza.